# Anatocizam
Anatocizam predstavlja zabranu da na dospele, a neisplaćene kamate (bilo ugovorne ili zatezne), kao i na druga povremena plaćanja teče zatezna kamata, osim ako je zakonom određeno drugačije.To jest zabranjena je kamata na kamatu. Na taj način štite se interesi dužnika, koji bi, da nije ovog pravila, mogli biti predmet iskorišćavanja poverioca.
Određen izuzetak od zabrane anatocizma postoji u slučaju ako stranke unapred ugovore da će se stopa kamate povećati ako dužnik ne isplati dospele kamate na vreme. Ovo pravilo ne odnosi se na kreditno poslovanje banaka i drugih bankarskih organizacija. Tako banka ima pravo na kamatu, za ukupan iznos anuiteta od dospelosti svakog pojedinog anuiteta do isplate, ako je ugovorom između banke i korisnika kredita predviđeno da će se na kamatu kad dospe za naplatu zaračunati kamata.

## Literatura
- Đorđe Nikolić. Obligaciono pravo, Priručnik za polaganje pravosudnog ispita. Beograd: Projuriš. ISBN 978-86-86105-13-4.